# Jugendwerk der Arbeiterwohlfahrt

Logo des Jugendwerks der Arbeiterwohlfahrt

Das Jugendwerk der Arbeiterwohlfahrt ist die Jugendorganisation der Arbeiterwohlfahrt (AWO) und eine politische Interessenvertretung für Kinder, Jugendliche und junge Erwachsene. Das Jugendwerk versteht sich als ein eigenständig und sozial arbeitender Jugendverband, der sich unter anderem das Ziel gesetzt hat, politische Bildungsarbeit für und mit jungen Menschen zu fördern. Das Bundesjugendwerk hat seinen Sitz seit dem Jahr 2006 in Berlin.

## Allgemeines
Das Jugendwerk organisiert sich über demokratische Entscheidungsstrukturen von unten nach oben und versteht seine Aufgabe als politische und pädagogische. Es bekennt sich zu den Grundsätzen des demokratischen Sozialismus mit seinen Grundwerten: Freiheit, Gerechtigkeit und Solidarität.
Der Schwerpunkt der Aufgaben des Jugendwerkes liegt in der Gruppenarbeit mit Kindern und Jugendlichen. Die Bildungsarbeit im Jugendwerk ist Teil der außerschulischen Kinder- und Jugendbildung. Die Angebote des Jugendwerks stehen allen Kindern und Jugendlichen offen. Traditionell richten sie sich jedoch vor allem auch an Kinder und Jugendliche, die von gesellschaftlicher Benachteiligung und von Armut betroffen sind.
Das Jugendwerk der Arbeiterwohlfahrt arbeitet auf vielen Ebenen mit anderen, befreundeten Verbänden zusammen, z. B. Gewerkschaftsjugend, Sozialistische Jugend Deutschlands – Die Falken oder Naturfreundejugend.
Der Ursprung des Jugendwerks liegt zwar innerhalb der Arbeiterwohlfahrt, es stellt aber heute einen eigenständigen Jugendverband dar. Trotzdem arbeiten die Mitglieder des Jugendwerks in fast allen Gremien der AWO intensiv mit.

## Politische Ausrichtung
Das Jugendwerk der AWO begreift sich insbesondere in Bezug auf Kinder und Jugendliche in Armut als politisch sprachfähig. Grundsätzlich sieht sich das Jugendwerk der Arbeiterwohlfahrt als parteipolitisch unabhängig an. Die friedliche Teilnahme der engagierten Verbandsmitglieder an Demonstrationen hat Tradition. Als verbindlich gelten vor allem die Demokratie und die von der Bundesjugendwerkskonferenz beschlossenen Leitsätze des Jugendwerks der AWO. Das Jugendwerk setzt sich für die Gleichberechtigung aller Geschlechter ein, darum sollen in den verbandlichen Vorständen kein Geschlecht mehr als 50 % der Mitglieder ausmachen.

## Finanzierung
Die Finanzierung erfolgt vor allem aus öffentlichen Mitteln über die Jugendringe sowie über Spenden und Mitgliedsbeiträge. Auch die Arbeiterwohlfahrt unterstützt das Jugendwerk.

## Mitglieder
Mitglieder im Jugendwerk sind Kinder und Jugendliche bis 30. Jugendgruppenleiter werden verbandsintern ausgebildet. Jedes Jahr wird im Wechsel eine Bundeskonferenz sowie ein Bundesjugendwerkstreffen durchgeführt. Mitgliedschaft ist im Jugendwerk zur Mitwirkung nicht nötig. Wählbar sind nur die Mitglieder.

## Veröffentlichungen
Die Exzess war die Verbandszeitschrift des Jugendwerks. Sie erschien drei- bis viermal jährlich. 2016 wurde sie durch den Verbandsbericht ersetzt. Er stellt die Arbeit vieler Jugendwerke im vergangenen Jahr dar und erscheint in der Regel im ersten Quartal des Folgejahres.
Die vom Bundesjugendwerk der Arbeiterwohlfahrt erstellte und herausgegebene Praxismappe ist ein Handbuch für die Jugendgruppenarbeit. Sie enthält Spiele und Methoden für Kinder, Jugendliche und Erwachsene. Des Weiteren sind die Positionen und Konzepte des Jugendwerks als Broschüren erschienen.

## Gliederung
Der Aufbau des Jugendwerkes der AWO orientiert sich am basisdemokratischen Aufbau des Mutterverbandes. Nicht in allen Bundesländern gibt es alle Jugendwerks-Ebenen wie Orts-, Gemeinde-, Stadt-, Kreis-, Bezirksjugendwerke. Landesjugendwerke gibt es in allen Bundesländern. In manchen Bundesländern gibt es nur Landesjugendwerke und keine Bezirks- oder Kreisjugendwerke. In anderen Bundesländern ist wiederum die Bezirksebene stärker gewichtet. In der Regel sind die Jugendwerke der jeweils unteren Ebenen in der nächst oder auch übernächst höheren Ebene als Organisation Mitglied. Einzelne Jugendwerke haben aber auch die Regelung getroffen, natürliche Einzelpersonen als Mitglieder des Bezirks- bzw. Kreisjugendwerkes anzuerkennen.
Alle Jugendwerke der AWO verfügen über einen gewählten ehrenamtlichen Vorstand und in der Mehrzahl auch über bezahlte hauptamtliche Mitarbeiter.

## Bundesjugendwerkstreffen und -konferenzen
| - 1977: Grünberg - 1980: Hinsbeck - 1981: Kiel - 1985: Heilbronn - 1988: Essen - 1991: Fulda - 1995: Lenz - 1997: Wesel - 2001: Hannover - 2003: Gedern - 2005: Beichlingen - 2007: Ludweiler - 2009: Füssen - 2011: Kerken - 2013: Kiel - 2015: Gaienhofen - 2017: Hiddenhausen - 2019: Rhens bei Koblenz - 2023: Breitenbrunn (Oberpfalz) - 1978: Bonn – Bad Godesberg - 1980: Mannheim - 1982: Essen - 1984: Hannover - 1985: Köln - 1986: Biedenkopf - 1988: Marl - 1990: Würzburg - 1992: Braunschweig - 1994: Frankfurt am Main - 1996: Kiel - 1998: München - 2000: Rostock - 2002: Braunschweig - 2004: Duisburg - 2006: Scharbeutz - 2008: Berlin - 2010: Münster - 2012: Würzburg - 2014: Oberhof - 2016: Joachimsthal - 2018: Bremen - 2020: in digitaler Form - 2022: Dortmund - 2024: Stuttgart |